# Gunja (metropolitana di Seul)
Gunja (군자역 - 君子驛, Gunja-yeok ) è una stazione della metropolitana di Seul, interscambio fra le linee 5 e 7 della metropolitana di Seul. Si trova nel quartiere di Gwangjin-gu, a est rispetto al centro della città.

## Linee
SMRT
● Linea 5 (Codice: 543)
● Linea 7 (Codice: 725)

## Struttura
La stazione è sotterranea per entrambe le linee, che si incrociano perpendicolarmente all'incrocio fra le strade Cheonho Daero e Neungdong-no. La stazione possiede inoltre due ascensori che collegono le banchine delle due linee passanti. La linea 5 si trova al secondo piano interrato, e possiede una banchina a isola con due binari. La linea 7 si trova al piano interiore, con due banchine laterali e due binari. Entrambe le linee possiedono porte di banchina a piena altezza. In totale le uscite in superficie sono 8.
Linea 5
| Dir. Banghwa             | ● Linea 5 | per Wangsimni, Jongno 3-ga, Gongdeok, Yeouido, Gimpo Aeroporto e Banghwa |
| Dir. Sangil-dong/Macheon | ● Linea 5 | per Cheonho, Gangdong, Sangil-dong e Macheon                             |

Linea 7
| Direzione Jangam            | ● Linea 7 | per Sangbong, Nowon e Jangam                            |
| Direzione Bupyeong-gucheong | ● Linea 7 | per Express Bus Terminal, Isu, Onsu e Bupyeong-gucheong |

## Stazioni adiacenti
| «             | Servizio | »                   |
| Linea 5       | Linea 5  | Linea 5             |
| ------------- | -------- | ------------------- |
| Janghanpyeong | -        | Achasan             |
| Linea 7       |          |                     |
| Junggok       | -        | Eorin Idae Gongweon |